# Баязид II
Баязи́д II (осман. بايزيد ثاني, трансліт. Bâyezîd-i sânî, тур. İkinci Bayezid; 1447—1512) — султан Османської імперії в 1481—1512.

## Біографія
Син султана Мехмеда II, завойовника Константинополя. Після смерті батька вступив на престол в 1481. Царювання його представляло суцільний ряд воєн з Угорщиною, Польщею, Венецією, Єгиптом і Персією. Вони велися з перемінним успіхом і не представляли особливо видатних моментів, але тим не менш в загальному сприяли посиленню османської могутності. Баязидові довелося оголити меч і проти рідного брата Джема, який оскаржував у нього престол при підтримці Єгипту. Після того, як Джем переметнувся під заступництво магістра ордену госпітальєрів П'єра д'Обюссона, Баязид II велів отруїти брата в Римі (лютий 1495).
Баязид мав багато дружин, відповідно, й багато дітей: Селім Грізний, Шехзаде Коркут, Шехзаде Алемшах, Айше Султан і Айнишах Султан. 
Був другом дервішів і мав велику пристрасть до блиску і розкоші. Ним побудовані і прикрашені багато мечетей у Стамбулі та Адріанополі.
Останні роки правління Баязида викликали неодноразові смути, породжені суперництвом його синів через престолонаслідування. Змушений поступитися молодшому синові Селімові, якого підтримували яничари, Баязид 25 квітня 1512 відрікся від престолу на його користь.
26 травня 1512 Баязид помер у селищі Чекмедже, поблизу рідної Дідімотіки, поблизу Стамбула (можливо, був отруєний). Похований у Стамбулі в мечеті Баязида.